# 华美
华美是一只雌性大熊貓，1999年8月21日出生于美国圣地亚哥动物园，父母分别为石石和白云。它的名字“华美”意在象征它是中美人民之间的深厚友谊的“亲善大使”。它还是首只在美国出生并存活至成年的大熊猫。
2004年华美被送回中国：卧龙中国保护大熊猫研究中心定居。同年9月，它产下一对双胞胎华灵（团团）与美灵。2005年8月再次产下一对双胞胎婷婷与伟伟。2007年第三度产下双胞胎华龙、华奥。2009年与2010年又先后诞下单胎好好、陽虎。 再於2012年及2013年先後誕下單胎嘉嘉、華榮。2018年誕下龍鳳胎壹壹與玖玖。2019年誕下雙胞胎盟盟與金嘟嘟。
華美生育了14個幼崽，是一個偉大的「英雄母親」。

## 血緣關係表
- 父：石石，一隻來自四川汶川野外的雄性大熊貓，出生於1982年左右。1999年8月，它們產下後代華美。1996年至2003年住在美國聖地亞哥動物園。另一隻雄性大熊貓高高前往美國替換石石，石石則回到臥龍中國保護大熊貓研究中心。2003年9月，石石被租借給廣州動物園，2008年7月5日去世。
- 母：白雲，雌性大熊貓，1991年9月7日出生於四川臥龍保護大熊貓研究中心，父親為盼盼、母親為冬冬。1996年9月10日，根據中美之間的大熊貓租借協議被送到美國聖地亞哥動物園。
- 同母異父弟：美生，2003年8月19日出生於美國聖地亞哥動物園，白雲與大熊貓高高所生。
- 同母異父妹：蘇琳，2005年8月2日出生在美國聖地亞哥動物園，白雲與大熊貓高高所生。
- 同母異父妹：珍珍，2007年8月3日出生在美國聖地亞哥動物園，白雲與大熊貓高高所生。
- 同母異父弟：雲子，2009年8月5日出生在美國聖地亞哥動物園，白雲與大熊貓高高所生。
- 同母異父弟：小禮物，2012年7月29日出生在美國聖地亞哥動物園，白雲與大熊貓高高所生。

- 配偶：靈靈、蘆蘆、白陽等
  - 靈靈，新星、川川之後，出生於1995年8月25日。 與華美育有團團、美靈、婷婷、偉偉、好好。
  - 蘆蘆，野生大熊貓，出生於1999年7月23日。 與華美育有華龍、華奧、嘉嘉。
  - 白楊，野生大熊貓，出生於2005年。 與華美育有陽虎。
  - 武崗，野生大熊貓，出生於1999年。 與華美育有華榮、壹壹、玖玖。
  - 武陽 (熊貓)，靈靈、草草之後，出生於2008年8月6日。與華美育有盟盟、金嘟嘟。
- 子女：
  - 團團（原名華靈）：雄性大熊貓，2004年9月1日於四川臥龍保護區出生，與圓圓一起被贈與給臺北市立動物園，已於2022年病逝。
  - 美灵，團團的雙胞胎弟弟，目前在南昌動物園。
  - 雙胞胎婷婷、伟伟￼，於2005年8月29日出生。
  - 雙胞胎華龍、華奧，於 2007年7月16日出生。
  - 好好和星徽，於2009年7月7日出生，2014年2月與公貓熊星徽一同被贈送給比利時天堂動物保育園區。
  - 陽虎，於2010年9月17日出生，但不幸夭折。
  - 嘉嘉，於2012年8月5日出生。
  - 華榮，於2013年7月18日出生，曾參與「野培」。
  - 雙胞胎壹壹、玖玖，於2018年7月2日出生。
  - 雙胞胎盟盟、金嘟嘟，於2019年10月 17日出生。

- 孫（貓熊）：
  - 圓仔，團團、圓圓之後。2013年7月6日出生，是之前經由人工使圓圓受孕而生。
  - 圓寶，團團、圓圓之後。2020年6月28日出生，也是之前經由人工使圓圓受孕而生。
  - 天寶，好好、星徽之後。2016年6月1日出生。
  - 雙胞胎寶弟 (熊貓)、寶妹，好好、星徽之後。2019年8月8日出生。
  - 悅悅，婷婷、琳琳之後。2015年8月9日出生。
  - 婷仔，婷婷、蘭仔之後。2018年7月29日出生。
  - 嘉寶（土豆），嘉嘉、？？之後。2018年8月17日出生。雙胞胎弟弟嘉貝不幸夭折。
  - 康康，嘉嘉、園園之後。2019年10月6日出生。